# Félix Mackenna Vicuña
Félix Mackenna Vicuña (Santiago, 1823 - 1901) fue un militar y político conservador chileno.

## Primeros años de vida
Hijo de Juan Mackenna O'Reilly y Josefa Vicuña Larraín. Estudió en el Instituto Nacional y en la Escuela Militar, donde llegó al grado de teniente (1847) y capitán (1853).
Contrajo matrimonio con María del Carmen Astorga Falcón (1842), tuvieron por hijos a: Claudio, Félix, Alberto, Julia, Juan y Carlos.

## Vida pública
Se dedicó a la labor política, de la mano del Partido Conservador. 
Trabajó en política al mismo tiempo que sus hijos. A una avanzada edad fue elegido Diputado en propiedad, por Antofagasta, Taltal y Tocopilla (1891-1894). Participó de la comisión permanente de Defensa Nacional.